# Moritz Levy
Moritz Levy (Sarajevo, ? – logor u Grazu, 1941.), židovski teolog i povjesničar, sarajevski sefardski nadrabin.

## Životopis
Moritz Levy je kod Sefarda u Bosni i Hercegovini bio prvi školovan rabin i promoviran na visokim teološkim studijama u Beču. Moritz Levy, poznat je kao autor mnogih znanstvenih rasprava i povijesnih članaka objavljenih između dva svjetska rata u sarajevskim židovskim listovima, u almanasima rabina, u godišnjacima, kalendarima i spomenicama.
Njegovo najznačajnije djelo je "Die Sephardim in Bosnien" (Sefardi u Bosni). Ovu knjigu je napisao kao prilog za poznavanje povijesti Židova Balkanskom poluotoku. Izdata je u izdanju Štamparije Daniela A. Kajona, u Sarajevu, 1911. godine. Levy je u svojoj studiji uočio dolazak novog doba i radikalnu promjenu prilika nakon okupacije 1878. i iznio preobražaj kolektivnog duha židovske zajednice u skladu s novim dobom, otvaranje prema Europi, prilagođavanje suvremenim zahtjevima društvenog i kulturnog života. U skladu s tim, došlo je do povećanog zanimanja za prošlost i budućnost Židova, intenzivnog bavljenja kulturnom povijesti. Zbog toga ova knjiga predstavlja nesumnjivo značajno znanstveno djelo, koje danas može biti korisno kao pouzdani izvor za crpljenje podataka o prošlosti Židova u Bosni i Hercegovini. Podatci koje u knjizi navodi Levy su dragocjeni, jer se zasnivaju na upisima unesenim u općinski Pinkes iz 1720. godine, a ilustruju prilike i događaje Židovske općine u Sarajevu kroz punih 200 godina, s navodima o rabinima, osnivanju Židovske općine, statutima, gradnji sinagoge, nošnji, kulturno-političkom i pravnom položaju Židova i njihovom odnosu prema vlastima za vrijeme Osmanskog Carstva. U knjizi se mogu naći dragocjeni podatci o trgovinskim i gospodarskim vezama, istaknutim javnim židovskim djelatnicima toga vremena, uz dragocjene priloge i materijal o židovskim ljekarnama i liječnicima. Zahvaljujući toj knjizi nakon holokausta,  kada je za vrijeme Drugog svjetskog rata uništena sva židovska arhiva, knjižnica i dokumentacija, na osnovu ove knjige saznajemo građu o prošlosti bosanskohercegovačkih Židova.
Nakon što su Nijemci okupirali Sarajevo, odveden je u logor u Grazu, u Austriji. U logoru je teško mučen, gdje je oslijepljen umro 1942. godine.

## Vanjske poveznice
- Menahem Romano na geni.com